# TC Televisión
TC Televisión, est une chaîne de télévision publique du Équateur.
Cette société de télévision est membre de l'Organisation des Télécommunications Ibéro-Américaines (OTI).

## Histoire
Le 9 janvier 2024, des hommes armés de Los Choneros entrent de force dans un studio de TC Televisión à Guayaquil, où ils prennent en otage des journalistes lors d'un journal télévisé en direct. Plus tard dans la journée, la police équatorienne fait une descente dans le studio de télévision, relâche les journalistes et arrête les membres du gang, alors qu'une vidéo d'eux escortés à l'extérieur par la police fait surface.

## Émissions

### Actuels
- El Noticiero
- TC Deportes
- Secretarias
- Guerra de los sexos al límite
- Max y los wharevers
- Calle 7
- Cuatro Cuartos
- De casa en casa
- Los capos de la risa
- DespierTC
- Bien Informado
- Mi Recinto
- Haga negocio conmigo
- PHD
- Maleteados
- Primero Barcelona
- 100xCiento Fútbol
- 911 al rescate
- Gata salvaje (Univision / Venevisión, 2002-2003)
- Soy el mejor
- Cosita linda (Univision / Venevisión, 2014)
- Mamá también (RCN Televisión, 2013-2014)
- Apuesto por ti
- Los secretos de Lucía (Venevisión, 2013-2014)
- Los Magnificos
- Ángel Rebelde (Univision / Venevisión)
- Kim Possible (Disney Channel, 2002-2007)
- Yin Yang Yo! (Jetix / Disney XD, 2006-2009)
- La Légende de Tarzan (UPN, 2001-2003)
- La Bande à Picsou (Syndication, 1987-1990)
- Doug (Nickelodeon / ABC, 1991-1999)
- Teamo Supremo
- La Vie de palace de Zack et Cody (Disney Channel, 2005-2008)
- Zeke et Luther (Disney XD, 2009-2012)
- Lloyd in Space
- Phénomène Raven (Disney Channel, 2003-2007)
- Shake It Up (Disney Channel, 2010-2013)
- La mujer perfecta (Venevisión, 2010-2011)
- La viuda joven (Venevisión, 2011)
- Amo de casa (RCN Televisión, 2013)
- Natalia del mar (Venevisión, 2011-2012)
- Mi ex me tiene ganas (Venevisión, 2012)
- Fillmore! (2002-2004)
- Aaron Stone (Disney XD, 2009-2010 en- production) (TC Televisión, 2014)
- ¡Buena suerte, Charlie! (Good Luck, Charlie!) (Disney Channel, 2010-2014) (TC Televisión, 2014-)
- Phineas y Ferb (Phineas and Ferb) (Disney Channel, 2007-en production) (TC Televisión, 2014-)
- Pecezuelos Fish Hooks (Disney Channel, et Disney XD, 2010-en production) (TC Televisión 2014-)
- Zeke y Luther (Zeke and Luther) (Disney XD, 2009-2012) (TC Televisión, 2014-en production)
- Los Imaginadores (Imagination Movers) (Disney Junior, 2008-en production) (TC Televisión 2014)
- Stan El Perro Bloguero (Dog with a Blog) (Disney Channel, 2012–2015 -en production) (TC televisión, 2014)
- I Didn't Do It (Yo No Lo Hice) (Disney Channel 2013-2015 -en production) (TC televisión, 2014)
- Lab Rats (Disney XD, 2012-2015 -en production) (TC televisión, 2015)
- Migthy Med (Mega Med) (Disney XD, 2013-2015) (TC Televisión, 2016)
- Best Friends Whenever (Amigas Cuando Sea) (Disney Channel 2015-2017 -en production) (TC televisión 2016)
- Corazón esmeralda (Venevisión, 2014) (telenovela) (TC Televisión, 2014)

Bientôt
- Gritos del corazón (Venevisión, 2014)

### Finis
- Jessie (Disney Channel, 2011 - en production)
- De todas maneras Rosa (Venevisión, 2013-2014)
- Made in Cartagena (Bazurto) (Caracol Televisión, 2012/2014)
- Tres Caínes (RCN Televisión, 2013)
- Allá te espero (RCN Televisión, 2013)
- Rosario (Univision / Venevisión, 2013)
- Pobres Rico (RCN Televisión, 2012-2013)
- El árbol de Gabriel (Venevisión, 2011-2012)
- Eva Luna (Univision / Venevisión, 2011-2012)
- El secretario (Caracol Televisión, 2011-2012)
- Sacrificio de mujer (Univision / Venevisión, 2010-2011)
- Un esposo para Estela (Venevisión, 2009-2010)
- Pecadora (Univision / Venevisión, 2009-2010)
- La vida entera (Venevisión, 2008-2009)
- Tourbillon de passions (Venevisión, 2008)